# Alyxia stellata
Alyxia stellata är en oleanderväxtart som först beskrevs av Johann Reinhold Forster och Georg Forster och som fick sitt nu gällande namn av Johann Jakob Roemer och Joseph August Schultes.
Alyxia stellata ingår i släktet Alyxia och familjen oleanderväxter. Inga underarter finns listade i Catalogue of Life.